# Mönchpfiffel-Nikolausrieth
Mönchpfiffel-Nikolausrieth é um município da Alemanha localizado no distrito de Kyffhäuserkreis, estado da Turíngia. Pertence ao Verwaltungsgemeinschaft de Mittelzentrum Artern.